# Chandler Riggs
Chandler Carlton Riggs (27. lipnja 1999.) je američki glumac najpoznatiji po ulozi Carla Grimesa u televizijskoj seriji Živi mrtvaci koja se od 2010. godine prikazuje na televizijskoj mreži AMC.

## Rani život
Riggs je rođen u Atlanti (država Georgia) kao sin Gine Ann (Carlton) i Williama Riggsa. Ima mlađeg brata Graysona.

## Karijera
Riggs je tumačio lik Munchkina u svom glazbenom kazališnom debiju u Čarobnjaku iz Oza, a prvu glumačku filmsku ulogu ostvario je u filmu Get Low iz 2009. godine u kojem je tumačio lik Toma.

### Živi mrtvaci
U dobi od 10 godina, Riggs je dobio svoju najveću ulogu do sada: kao Carl Grimes u televizijskoj seriji Živi mrtvaci koja se prikazuje na mreži AMC. Grimes, njegova obitelj i prijatelji bore se preživjeti u apokaliptičnom svijetu prepunom zombija i nekolicinom drugih preživjelih od kojih su neki čak i opasniji od samih živih mrtvaca. Serija je vrlo brzo postala najgledanijom u povijesti kablovske televizije srušivši sve prethodne rekorde. Godine 2012. i 2013. Riggs je nominiran za nagradu Young Artist Award za najboljeg mladog glavnog glumca za ulogu u seriji.
Prije nastupa u seriji Živi mrtvaci Riggs je radio s izvršnom producenticom Gale Anne Hurd na televizijskom filmu The Wronged Man.

## Osobni život
Riggsovi hobiji su plivanje, bicikliranje, rolanje i skijanje. Također je bubnjar i plesač stepa. Riggsov otac William je član glazbene skupine Jillhammer.

## Filmografija

### Filmovi
| Godina | Naziv           | Uloga           | Bilješke            |
| ------ | --------------- | --------------- | ------------------- |
| 2006.  | Jesus H. Zombie | Egon/Zombi      |                     |
| 2009.  | Get Low         | Tom             |                     |
| 2010.  | The Wronged Man | Ryan Gregory    |                     |
| 2011.  | Terminus        | Daniel          | Kratkometražni film |
| 2014.  | Mercy           | George Bruckner |                     |

### Televizija
| Godina        | Naziv        | Uloga       | Bilješke                                  |
| ------------- | ------------ | ----------- | ----------------------------------------- |
| 2010. - danas | Živi mrtvaci | Carl Grimes | Član glavne glumačke postave (50 epizoda) |

## Nagrade i nominacije
| Godina | Nagrada      | Kategorija                                          | Naziv serije/filma | Rezultat   |
| ------ | ------------ | --------------------------------------------------- | ------------------ | ---------- |
| 2012.  | Young Artist | Najbolji mladi glavni glumac                        | Živi mrtvaci       | Nominacija |
| 2012.  | Satellite    | Najbolja glumačka postava                           | Živi mrtvaci       | Pobjeda    |
| 2013.  | Saturn       | Najbolja uloga mladog glumca u televizijskoj seriji | Živi mrtvaci       | Pobjeda    |
| 2013.  | Young Artist | Najbolji mladi glavni glumac                        | Živi mrtvaci       | Nominacija |

## Vanjske poveznice
- Chandler Riggs na Internet Movie Database